# Webb Glacier (glaciär i Antarktis)
Webb Glacier är en glaciär i Antarktis. Den ligger i Östantarktis. Nya Zeeland gör anspråk på området. Webb Glacier ligger 956 meter över havet.
Terrängen runt Webb Glacier är bergig åt nordost, men åt sydväst är den kuperad. Webb Glacier ligger nere i en dal. Trakten är obefolkad. Det finns inga samhällen i närheten. 